# Solaster
Solaster is een geslacht van zeesterren, en het typegeslacht van de familie Solasteridae. De wetenschappelijke naam van het geslacht werd in 1839 voorgesteld door Edward Forbes.

## Soorten
- Solaster abyssicola Verrill, 1885
- Solaster benedicti Verrill, 1894
- Solaster caribbaeus Verrill, 1915
- Solaster dawsoni Verrill, 1880
- Solaster earlli Verrill, 1879
- Solaster endeca (Linnaeus, 1771)
- Solaster exiguus Fisher, 1910
- Solaster glacialis Danielssen & Koren, 1881
- Solaster haliplous Djakonov, 1958
- Solaster hexactis Clark & Jewett, 2011
- Solaster hypothrissus Fisher, 1910
- Solaster intermedius Hayashi, 1939
- Solaster longoi Stampanato & Jangoux, 1993
- Solaster notophrynus Downey, 1971
- Solaster pacificus Djakonov, 1938
- Solaster paxillatus Sladen, 1889
- Solaster regularis Sladen, 1889
- Solaster spectabilis Clark & Jewett, 2011
- Solaster stimpsoni Verrill, 1880
- Solaster syrtensis Verrill, 1894
- Solaster torulatus Sladen, 1889
- Solaster tropicus Fisher, 1913
- Solaster uchidai Hayashi, 1939